# Eschweiler
Eschweiler és una ciutat de l'estat alemany de Rin del Nord-Westfàlia, prop de la frontera amb Bèlgica i els Països Baixos, a 50 km a l'oest de Colònia. La seva població és de 55.646 habitants (2006).

## Enllaços externs

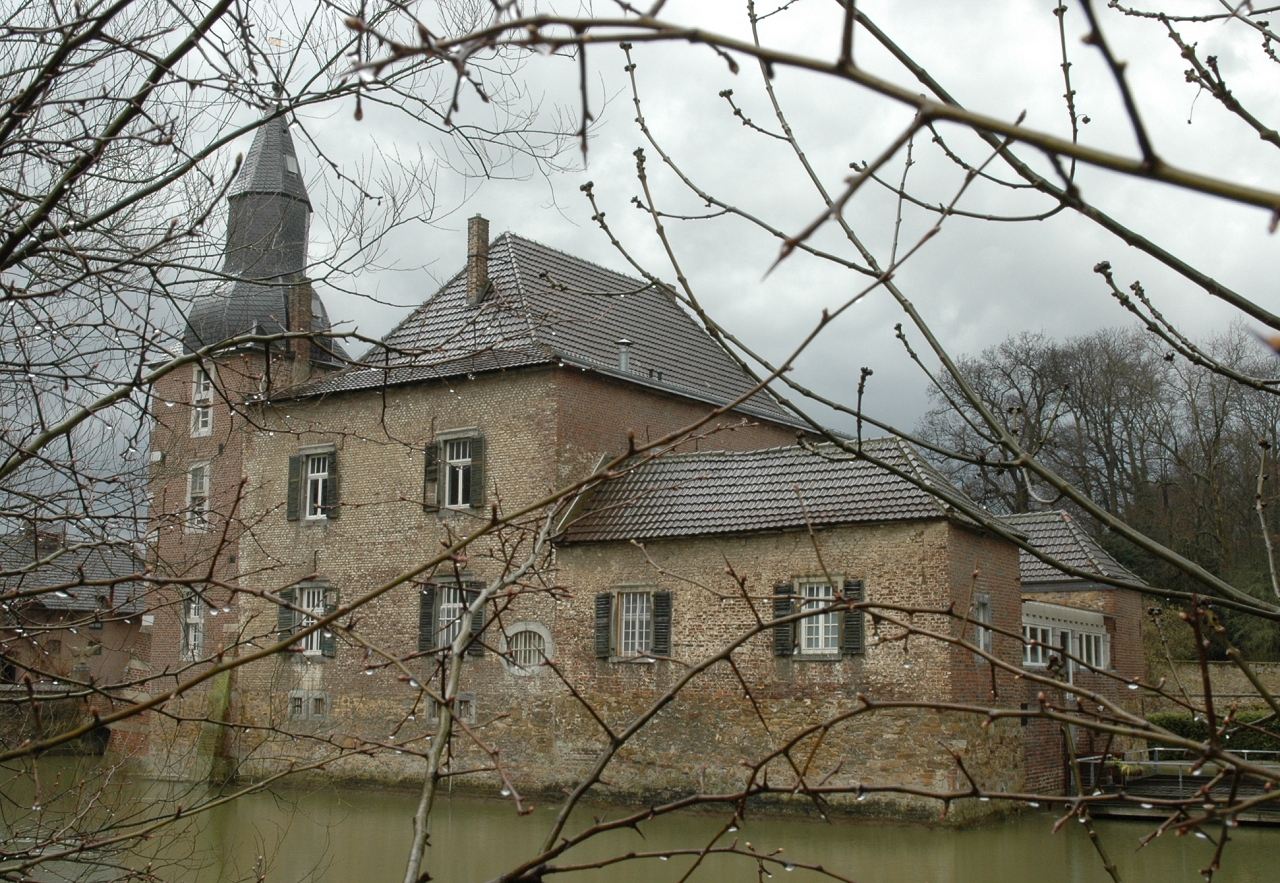
Castell Kambach
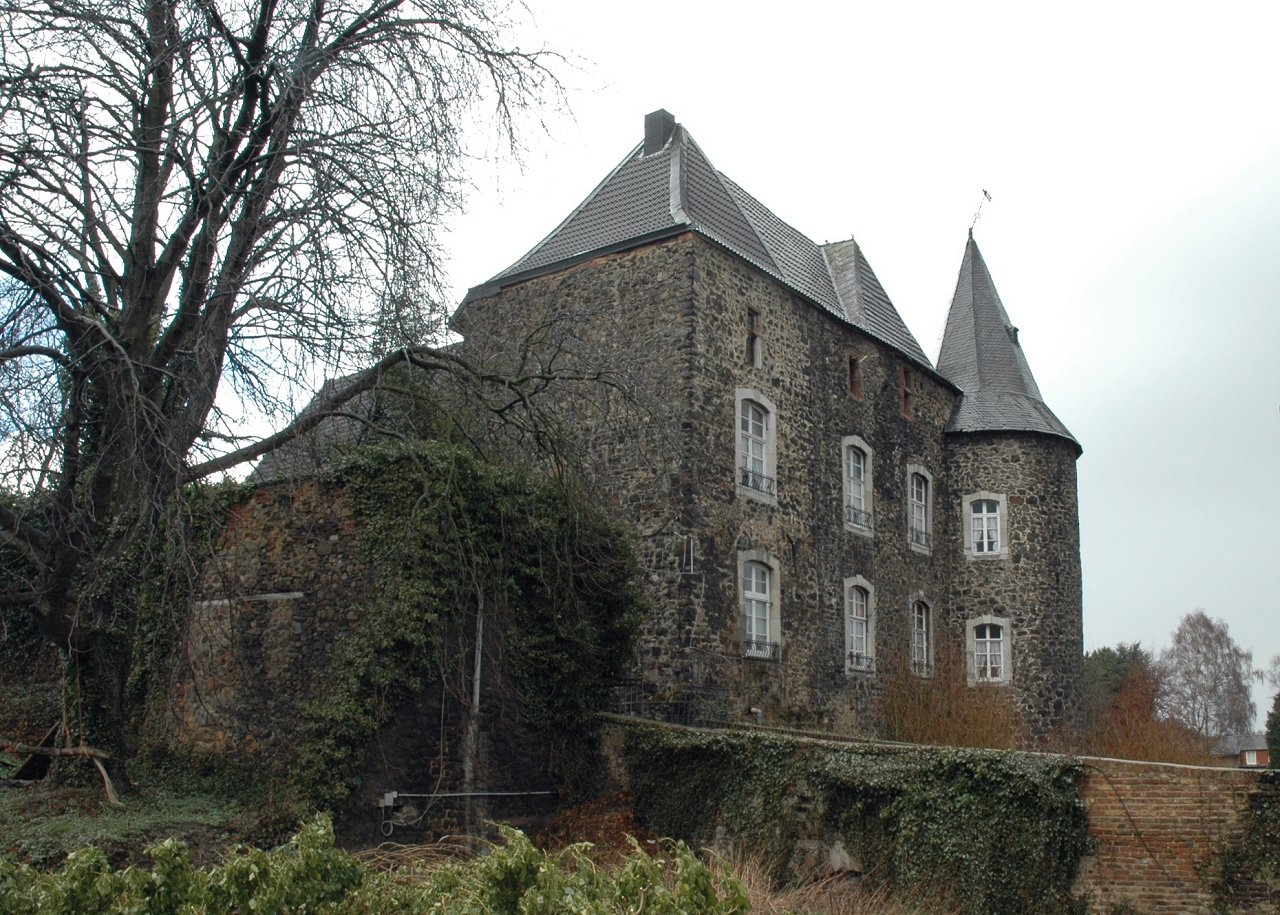
Castell Röthgen
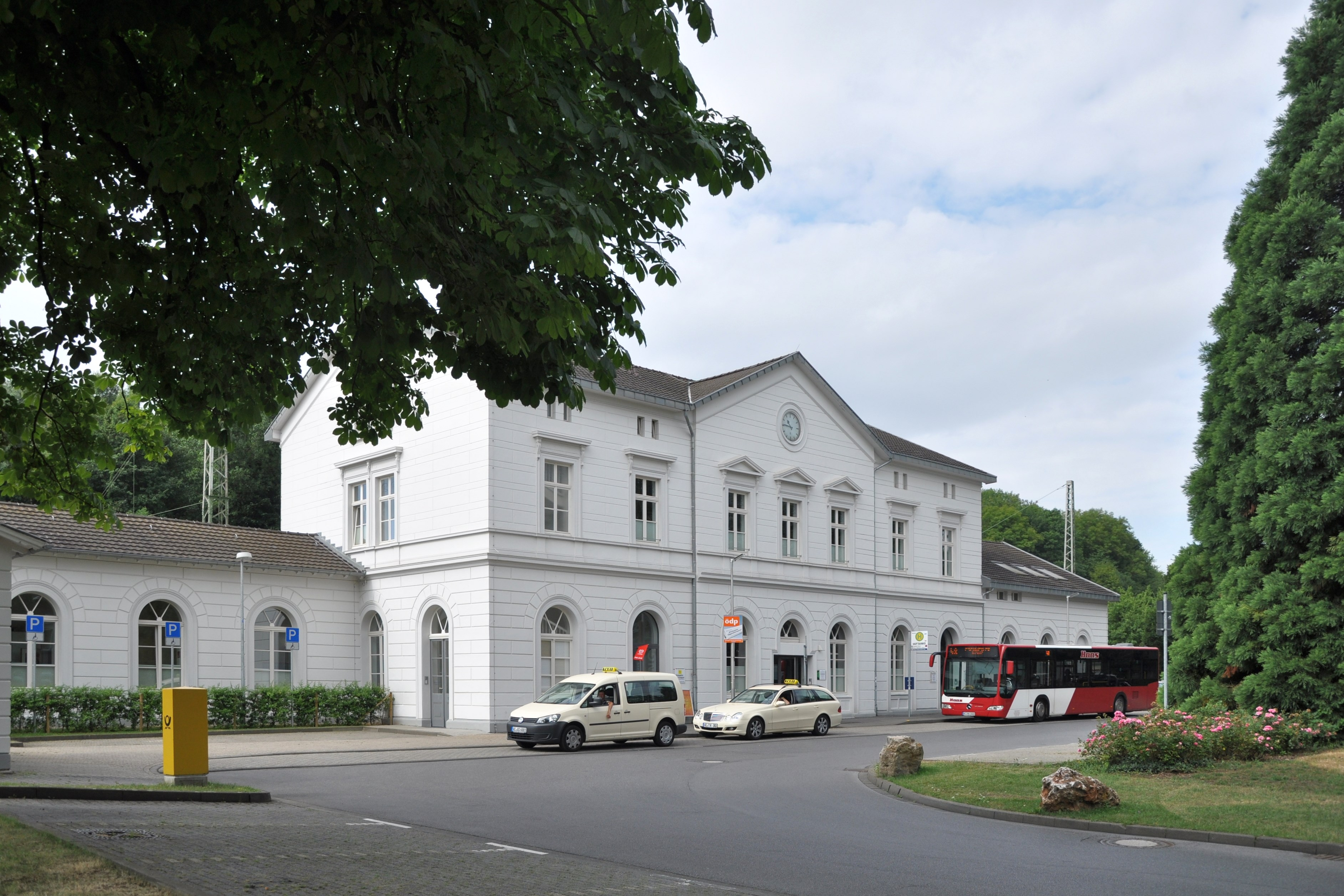
Estació central
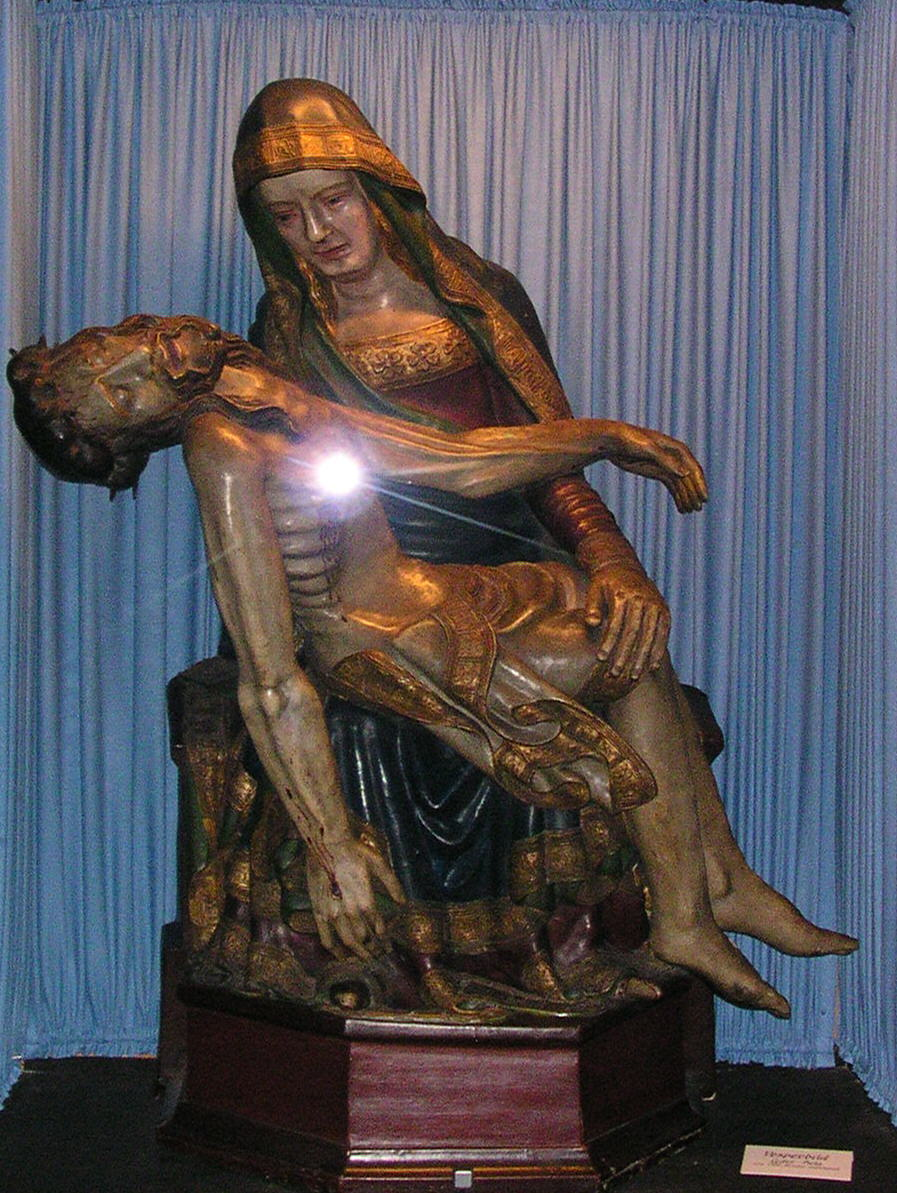
Pietà de cuir